# František Vydra
František Vydra (20. dubna 1869 Vráž – 29. září 1921 Praha) byl továrník a výzkumník.

## Život
Pocházel z rolnické rodiny, vystudoval Pražkou školu pivovarskou. V roce 1893 převzal pivovar v Dobrovízi u Prahy. Pivovar uzavřel a změnil na továrnu na výrobu cikorky. Později přestěhoval továrnu do Prahy, do Libně na Rokosce, po bývalém cukrovaru.
Vydrova továrna poživatin zaměstnávala v letech 1909–1912 250–300 dělníků. Provoz výrazně omezila první světová válka z důvodu nedostatku surovin.
Zpočátku vyráběl žitnou kávu, později rozšířil výrobu i na další potraviny.
Za války a po ní prováděl pokusy s karamelizací sladu k výrobě tmavých piv. Snažil se odstranit hořké a trpké látky. Výsledkem jeho úsilí byl sladový preparát Maltorin. Preparát prošel testování v laboratořích i v praxi v pivovarech. Preparát byl patentován až po smrti Františka Vydry.
Pohřben byl na Vyšehradském hřbitově, hrobka byla vyzdobena sochařem Frantou Úprkou.

## Výrobky
- šumicí bonbóny
- polévkové konzervy
- ovocné šťávy
- oplatky
- prášky do pečiva
- dětská moučka
- Maltorin

## Vydavatelská činnost, reklamní
- Vydrova beseda (česky)
- Kupecké listy (česky)
- Kaffeetisch , později Familientisch (německy),
- Domači Prijatelj (slovinsky),
- Sijelo, později Novosti (chorvatsky)
- Srbské květy, později Novosti (srbský)